# Pierre Wazem
Pierre Wazem (Ginebra, 16 de julio de 1970) es un historietista y guionista de cómics suizo.

## Carrera
Entre 1988 y 1992 se formó en la Escuela de Artes Decorativas de Ginebra, donde estudió ilustración. En 1998 recibió el Premio Töpffer por su álbum Bretagne, concedido por el ayuntamiento de Ginebra. En esta misma ciudad también ganó en 2005 el Premio Internacional de la Villa de Ginebra por su continuación de la serie Los escorpiones del desierto, en la que desarrolla el trabajo iniciado por Hugo Pratt, fallecido en 1995. En 2009, ganó el Premio del Jurado Ecuménico de la Historieta del Festival de Angulema por su guion de El fin del mundo, dibujado por Tom Tirabosco.
Las ilustraciones de Wazem se publican regularmente en la sección «Emploi & Formation» del periódico suizo Le Temps y también en la revista Campus de la Universidad de Ginebra.

## Publicaciones
- Livre vert Viêt Nam, Papiers Gras, 1997.
- Le Chant des pavots (dibujo), con Alain Penel (guión), Les Humanoïdes Associés, 1998.
- Bretagne, Les Humanoïdes Associés, colección Tohu-Bohu, 1999.[2]
- Comme une rivière, Les Humanoïdes Associés, colección Tohu-Bohu, 2000.[3]
- Week-end avec préméditation, dibujo Tom Tirabosco, Les Humanoïdes Associés, colección Tohu-Bohu, 2000
- Promenade(s), Atrabile, 2001.[4]
- Presque Sarajevo, Atrabile, colección Bile Blanche, 2002.
- Koma (guión), con Frederik Peeters (dibujo), Les Humanoïdes Associés. [Edición en español: Koma. Tomo 1. La voz de las chimeneas; tomo 2. El gran agujero; tomo 3. Como en los westerns; tomo 4. El hotel; tomo 5. El duelo; tomo 6. En el principio. Traducción: Marina Delgado García, 2006-2009].[5]

1. La Voix des cheminées, 2003.
2. Le Grand Trou, 2004.
3. Comme dans les Westerns, 2005.
4. L'Hôtel, 2006.
5. Le Duel, 2007.
6. Au commencement, 2008.

- Sur la neige (guión), con Antoine Aubin (dibujo), Les Humanoïdes associés, colecció Tohu-Bohu, 2004 ISBN 2-7316-6276-X.[6]
- Les Scorpions du désert, tomo 5: Le Chemin de fièvre, Casterman, 2005 ISBN 2-203-34432-6.
- Monroe (guión), con Tom Tirabosco (dibujo), Casterman, 2005 ISBN 2-203-39143-X.
- Le Pingouin volant, La Joie de lire, colección Somnambule, 2007.
- La Fin du monde (guión), con Tom Tirabosco (dibujo), Futuropolis, 2008. [En español: El fin del mundo. Traductor: Rubén Lardín, La Cúpula, 2009].[5]
- Jouxtens-Mézery comme un village, Association des Rencontres Culturelles de Jouxtens, 2010 ISBN 978-2-8399-0692-0.
- Sous-sols (guión), con Tom Tirabosco (dibujo), Futuropolis, 2010.
- Mars aller-retour, Futuropolis, 2012. [En español: Marte ida y vuelta, La Cúpula, 2014].[5]
- Chère Louise, Atrabile, colección Flegme, 2013.
- Un monde pas possible : Chroniques suisses de l'univers, Delcourt/Pataquès, 2019.
- En coulisse, Atrabile, 2021 ISBN 978-2-88923-108-9.
- Un Monde Meilleur, con Peggy Adam, Un Monde Meilleur, 2021.